# Anna Fjodorowna Oom

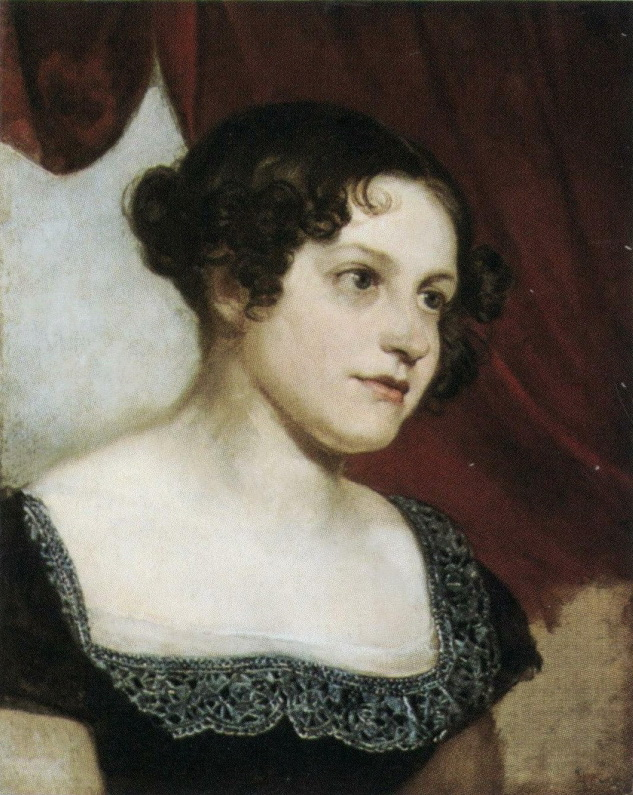
Anna Fjodorowna Fuhrmann (O. A. Kiprenski, zwischen 1812 und 1816, Russisches Museum)

Anna Fjodorowna Oom, geboren Anna Fjodorowna Fuhrmann, (russisch Анна Фёдоровна Оом, Geburtsname russisch Анна Фёдоровна Фурман; * 22. Februarjul. / 5. März 1791greg. in einem Dorf bei Moskau; † 7. Oktoberjul. / 19. Oktober 1850greg. in St. Petersburg) war eine russische Erzieherin.

## Leben
Anna Fjodorownas Vater Friedrich Anton Fuhrmann war Mitte des 18. Jahrhunderts aus Kursachsen nach Russland gekommen und verwaltete als Agronom die Ländereien von Großgrundbesitzern. Er heiratete die Schwester des Senators Fjodor Iwanowitsch Engel Emilija Engel, mit der er vier Söhne und drei Töchter bekam. Anna Fjodorowna war die jüngste Tochter. Bald nach ihrer Geburt starb die Mutter, worauf ihr Vater wieder heiratete und Anna von ihrer Großmutter Jelisaweta Kasparowna Engel aufgenommen wurde. Dort wuchs sie zusammen mit ihrem Vetter Friedrich Benjamin von Lütke auf. Jelisaweta Engel war mit der Frau Alexei Nikolajewitsch Olenins Jelisaweta Markowna Olenina befreundet, so dass Anna nach dem Tod der Großmutter von den Olenins aufgenommen wurde.

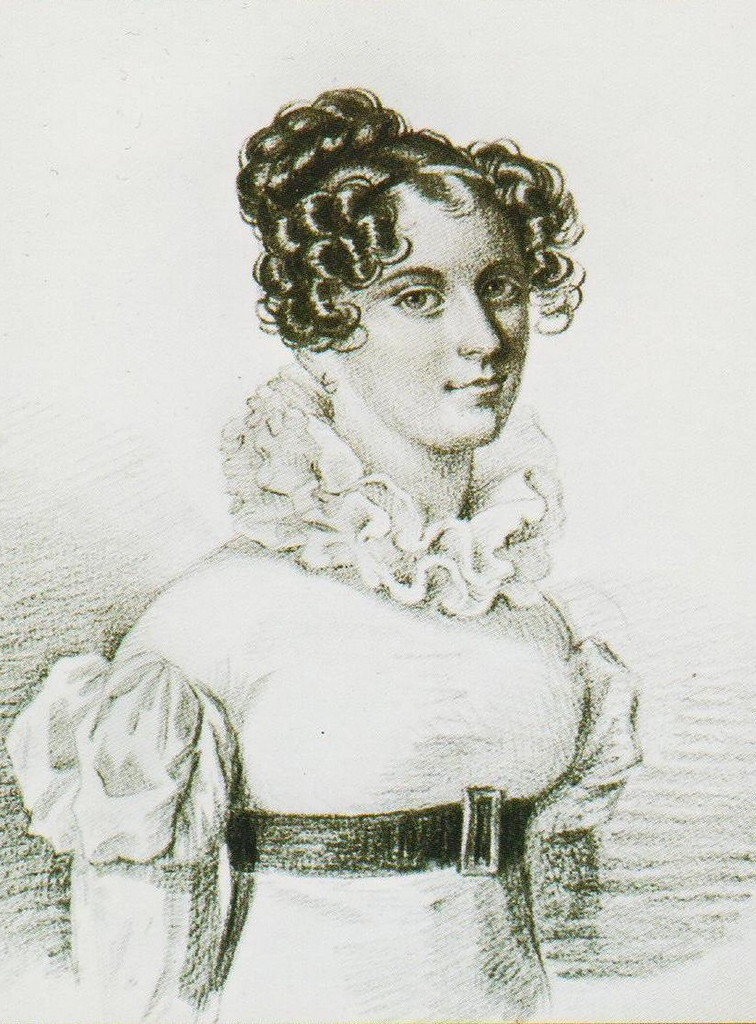
Anna Fjodorowna Fuhrmann (Karl von Hampeln)

Bei den Olenins lernte Anna Fjodorowna bekannte russische Schriftsteller kennen und war der Liebling Gawriil Romanowitsch Derschawins und Iwan Andrejewitsch Krylows. Ihr Lehrer war Nikolai Iwanowitsch Gneditsch, so dass sie eine ausgezeichnete Bildung erhielt und mehrere Sprachen beherrschte. Konstantin Nikolajewitsch Batjuschkow verliebte sich in sie und machte ihr sogar einen von den Olenins unterstützten Heiratsantrag. Aber sie zeigte sich nicht begeistert, so dass Batjuschkow verzichtete. Auch der Antrag Gneditschs wurde nicht angenommen.
1816 zog Anna Fjodorowna mit ihrem Vater nach Dorpat, wo die Gesellschaft Wassili Andrejewitsch Schukowskis sie an die literarische Atmosphäre im Salon der Olenins erinnerte. Bald zog sie mit ihrem Vater weiter nach Reval. Dort heiratete sie 1821 den aus einer niederländischen Familie stammenden reichen Kaufmann Wilhelm-Adolf (Adolf Adolfowitsch) Oom (1791–1828), der jedoch bald in Konkurs ging.

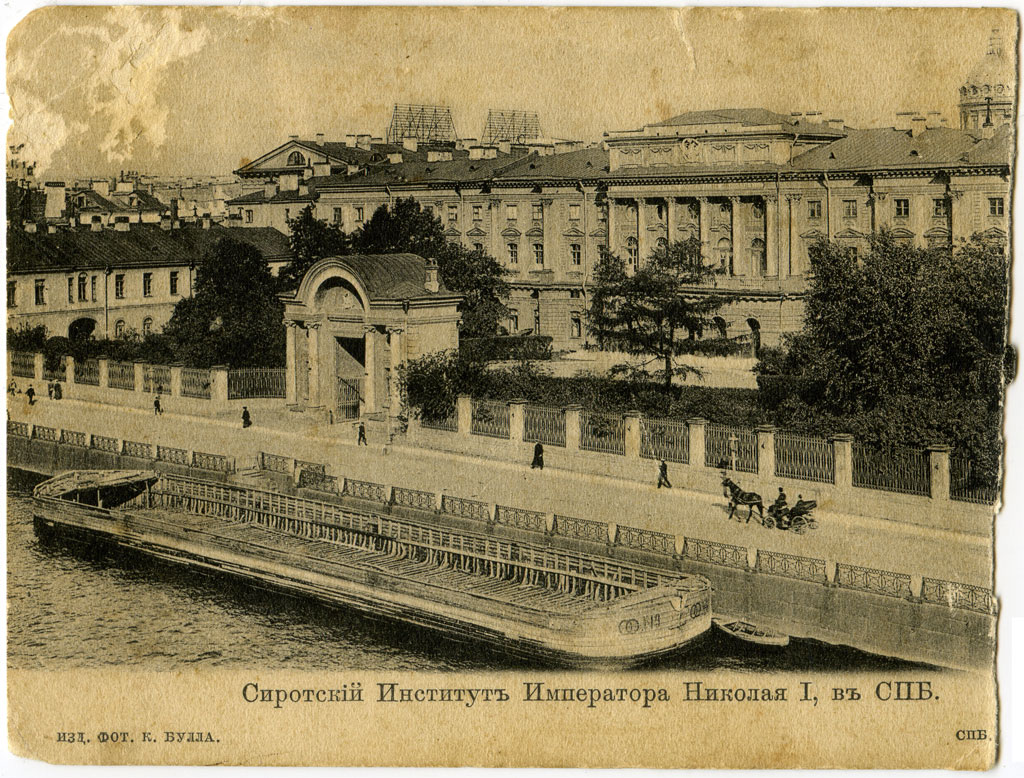
St. Petersburger Nikolai-Waiseninstitut

Die Familie Oom zog nach St. Petersburg, und Anna Oom erhielt dank der Unterstützung der Olenins eine Stelle als Lehrerin im Pensionat Helmersen. Als ihr Mann 1827 starb und sie für ihre vier Kinder sorgen musste, verschafften ihr die Olenins die Stelle der Oberaufseherin des St. Petersburger Waisenhauses an der Moika, das 1834 das St. Petersburger Nikolai-Waiseninstitut wurde. Dort wirkte sie bis zu ihrem Tode.
Anna Ooms Sohn Fjodor Adolfowitsch Oom war einer der Erzieher der Kinder Alexanders II. und erzog Großfürst Nikolai Alexandrowitsch und dann dessen Bruder Alexander Alexandrowitsch. Der Finanzminister Eduard Theodor Pleske und der Zoologe Theodor Pleske waren ihre Enkel.  Der Senator Roman Fjodorowitsch Fuhrmann und der Dekabrist Andrei Fjodorowitsch Fuhrmann waren Anna Ooms Brüder.
Anna Oom wurde in St. Petersburg auf dem Lutherischen Smolensker Friedhof begraben.